# Sarah Gavin
Sarah Gavin es un personaje ficticio interpretado por la actriz puertorriqueña-estadounidense Lana Parrilla en la serie de televisión 24, desde la cuarta temporada.

## Sarah Gavin en24
Sarah Gavin fue una analista de CTU Los Ángeles durante el Día 4, bajo la dirección de Erin Driscoll. Después de su partida, la directora interina Michelle Dessler la despidió de su trabajo por creerla un obstáculo para frenar la crisis en Estados Unidos causada por el terrorista Marwan. 
Día 4
Sarah trabajó cercanamente con Chloe O'Brian, Curtis Manning y Marianne Taylor, teniendo constantes peleas con Chloe. Marianne, que resultó ser cómplice de Marwan en los eventos del día, plantó evidencia y datos que demostraban a Sarah como culpable lo que llevó a que está fuera arrestada y torturada.
Horas después, Edgar Stiles descubre que la culpable es Marianne y Sarah es liberada. La directora Driscoll le pide disculpas y Gavin acepta no denunciar lo sucedido a cambio de un aumento de sueldo y una promoción en su empleo.
Después del suicidio de su hija Maya, Driscoll decide dejar su puesto de directora y se lo cede a Michelle Dessler. Sarah le comenta a la nueva agente a cargo lo sucedido y, ante la insistencia de Gavin para que cumpla sus pedidos, Michelle la despide.
- Datos: Q9074554